# Internet Encyclopedia of Philosophy
Internet Encyclopedia of Philosophy viết tắt là IEP, ISSN 2161-0002 là một bách khoa toàn thư học thuật trực tuyến về triết học, các chủ đề liên quan đến triết học và các nhà triết học .
IEP kết hợp xuất bản truy cập mở với xuất bản đánh giá các bài báo gốc. Các đóng góp nói chung là theo lời mời. Các cộng tác viên được công nhận và các chuyên gia quốc tế hàng đầu trong lĩnh vực của họ .

## Lịch sử
IEP được nhà triết học James Fieser lập ra vào năm 1995, hoạt động thông qua một tổ chức phi lợi nhuận với mục đích cung cấp thông tin có thể tiếp cận và học thuật về triết học . Các tổng biên tập hiện tại là các triết gia James Fieser và Bradley Dowden, với các nhân viên cũng bao gồm nhiều biên tập viên trong vùng cũng như các tình nguyện viên . Toàn bộ trang web được thiết kế lại vào mùa hè năm 2009, chuyển từ các trang HTML tĩnh sang nền tảng xuất bản nguồn mở WordPress .

## Sử dụng
SimilarWeb đã phân tích cho thấy rằng trang web IEP được truy cập trên toàn thế giới từ hai đến ba triệu lần mỗi tháng . Khoảng 75% sử dụng là thông qua tìm kiếm trên mạng, 18% là thông qua truy cập trực tiếp, và 5% thông qua giới thiệu, với các trang web giới thiệu bao gồm các trang web tham khảo khác và hướng dẫn về thư viện trường đại học .

## Công nhận
IEP được Hiệp hội Thư viện Hoa Kỳ (American Library Association) đưa vào danh sách các trang tham khảo miễn phí tốt nhất ; được Liên đoàn các triết học Australasian ở trường học (Federation of Australasian Philosophy in Schools Associations) liệt kê như là một tài nguyên triết học trực tuyến ; được EpistemeLinks liệt kê là một trong những "nguồn lực xuất sắc" trong triết học trên Internet ; và được liệt kê như là một nguồn đáng tin cậy trong nhiều hướng dẫn triết học ở trường đại học .